# Aldonza Alfonso de León
Aldonza Alfonso de León (c. 1212-1266), fue una dama leonesa e hija ilegítima del rey Alfonso IX de León y de su amante Aldonza Martínez de Silva.

## Orígenes familiares
Sus abuelos paternos fueron el rey Fernando II de León y su primera esposa, la reina Urraca de Portugal, y los maternos fueron Martín Gómez, señor de Silva, y su esposa Urraca Rodríguez, hija, a su vez, del alférez del rey Rodrigo Fernández de Toroño y de Aldonza Pérez.
Fue hermana de Rodrigo Alfonso de León, señor de Aliger y Castro del Río, y de Teresa Alfonso de León, así como hermanastra, entre otros, del rey Fernando III de Castilla y del infante Alfonso de Molina, padre de la reina María de Molina.

## Biografía
Se desconoce su fecha exacta de nacimiento, aunque debió de ocurrir alrededor del año 1212, según afirmó el historiador y genealogista Jaime de Salazar y Acha. Antes de junio de 1230, Aldonza Alfonso contrajo matrimonio con Pedro Ponce de Cabrera, ricohombre de León e hijo del conde Ponce Vela de Cabrera, señor del Valle de Aria y alférez del rey Alfonso IX de León, y de la condesa Teresa Rodríguez Girón. 
Después del matrimonio de ambos, sus descendientes comenzaron a usar el apellido Ponce de León en lugar de Ponce de Cabrera como hasta entonces y en la Baja Edad Media formaron parte del reducido grupo de los ricoshombres, que era la más alta categoría nobiliaria. Durante la Edad Moderna, los Ponce de León llegaron a ostentar los títulos de duques de Arcos, marqueses de Cádiz, y posteriormente duques de Cádiz, entre otros.
Aldonza Alfonso de León ya había enviudado en 1254, según consta en un diploma del monasterio de San Benito de Sahagún, y en 1256 hizo una donación junto con sus hijos al monasterio de Santa María de Nogales, fundado por Vela Gutiérrez y Sancha Ponce de Cabrera, que eran los abuelos de su esposo, Pedro Ponce de Cabrera.
En noviembre de 1264, Aldonza Alfonso de León cedió al monasterio de Santa María de Nogales, donde habría de ser sepultada, numerosos bienes repartidos por las actuales provincias de Zamora y León, y entre ellos estaban todo lo que poseía en el municipio de Manganeses de la Polvorosa, a fin de que el monasterio dispusiera de «pescado para Adviento y Cuaresma», lo que le correspondía de sus arras en San Pedro de Ceque, y las iglesias de Alija del Infantado, Pobladura de Valdería y La Nora del Río.
El día 1 de mayo de 1265, y hallándose en la ciudad de Sevilla, Aldonza Alfonso de León, manifestando ser hija del rey Alfonso IX de León, prometió no recibir en sus tierras a ningún vasallo de las behetrías que el rey había cedido a García Muñoz en Aliste y que pertenecían a la Orden del Temple.
Aldonza Alfonso de León falleció en 1266.

## Sepultura

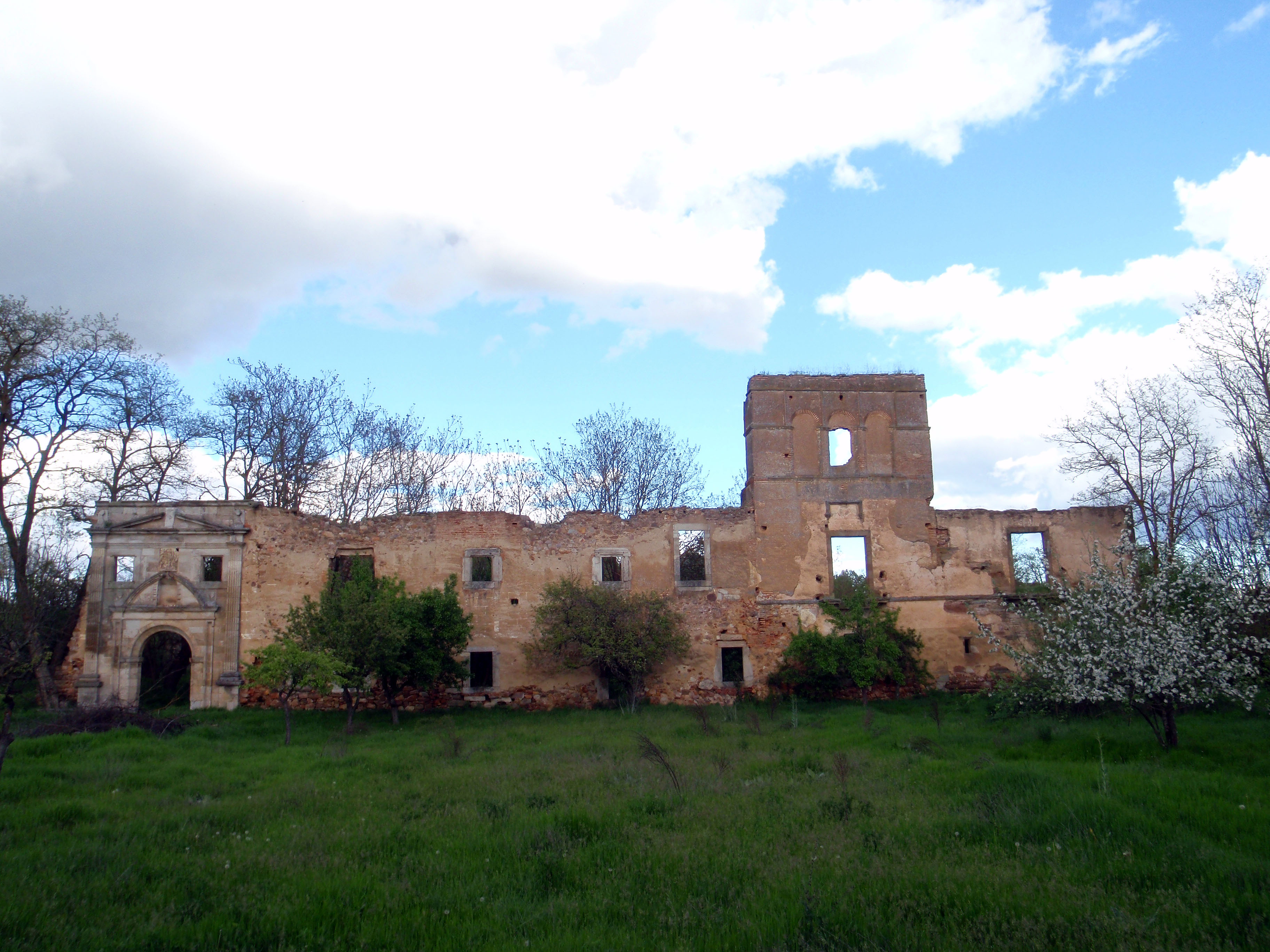
Ruinas del monasterio de Santa María de Nogales. (Provincia de León).

Fue sepultada en la capilla mayor del monasterio de Santa María de Nogales, que actualmente se encuentra en estado ruinoso. En la capilla de San Benito del mismo monasterio fue sepultado Pedro Ponce de Cabrera, esposo de Aldonza Alfonso, y en el sepulcro de ella estaba esculpido el siguiente epitafio:

HIC IACET SERENISSIMA INFANS DOMINA ALDONCIA ALFONSI, ALFONSI NONI LEGIONIS REGIS FILIA, CONIVX DOMINI PETRI PONCII DE CABRERA, FILII COMITIS D. PONCII VELA, NEPOTIS ILLVSTRIVM ET MAGNIFICORVM FVNDATORVM HVIVS CCOENOBII. OBIIT CIRCA ANNOS CHRISTI. M. CC. LX. VI. CVM RECENS SACRATA ESSET NOVA ECCLESIA.

El sepulcro que contenía los restos mortales de Aldonza Alfonso de León, actualmente desaparecido, se encontraba en el lado del Evangelio de la capilla mayor de la iglesia, y diversos cronistas señalaron que estaba «sembrado de leones», por ser la difunta hija del rey Alfonso IX de León. Y el historiador francés Charles García señaló que el sepulcro estaba adornado con un león de gules acompañado por una serie de cabras negras sobre fondo verde.

## Matrimonio y descendencia
De su matrimonio con Pedro Ponce de Cabrera nacieron varios hijos:
- Fernán Pérez Ponce de León (m. 1292),[6] señor de la Puebla de Asturias, Cangas y Tineo, adelantado mayor de la frontera de Andalucía, mayordomo mayor del rey Alfonso X, y ayo del rey Fernando IV de Castilla. Fue sepultado en el monasterio de Santa María de Moreruela.[6]
- Juan Pérez Ponce de León, ricohombre y señor de Lopera.
- Ruy Pérez Ponce de León (m. 1295),[22] maestre electo de la Orden de Calatrava y mayordomo mayor del rey Sancho IV de Castilla.[22]
- Pedro Pérez Ponce de León (m. c. 1280), comendador mayor y Trece de la Orden de Santiago.[11]
- Elvira Pérez Ponce de León.[23]
- Juana Pérez Ponce de León.[23]
- Álvar Pérez Ponce de León.[23]
- Violante Pérez Ponce de León, casada con Pedro Álvarez de Quiñones, merino mayor de Asturias.[d]